# 東路易咸 (英國國會選區)

選區在大倫敦的位置

東劉易舍姆（英語：Lewisham East），英國國會一自治市選區，包括大倫敦東南部劉易舍姆區東南部的七個地方選區。2024大选后，该选区的议员为珍妮特·达比。
始設於1918年，1950年，1974年恢復，近二十年來支持工黨。2010年大選中安吉·亞歷山大以43.1%選票首次勝出，接替退休的彼濟達·普倫蒂斯。